# The Ninja Warriors
Pour son remake sorti sur Super Nintendo en 1994, voir The Ninja Warriors: The New Generation.
The Ninja Warriors (ニンジャウォーリアーズ) est un jeu vidéo de type beat them all sorti en 1988 sur borne d'arcade. Le jeu a été développé et édité par Taito. Il a connu une suite, The Ninja Warriors: The New Generation, sortie en 1994 sur Super Nintendo.

## Équipe de développement
Version Micro-Ordinateurs:
- Programmation : Warren Mills
- Graphismes : Ned Langman
- Musique : Tony Williams

## Conversions
The Ninja Warriors a connu diverses conversions. En 1989, il a été porté par Virgin Mastertronic sur Amstrad CPC, Atari ST, PC Engine, ZX Spectrum et par Sales Curve sur Amiga et Commodore 64. Une version est aussi sortie Mega-CD en 1993 uniquement au Japon.